# Tip O'Neill
Tip O'Neill, voluit Thomas Phillip O'Neill Junior (Cambridge, 9 december 1912 - Boston, 5 januari 1994), was een Amerikaans politicus. Hij was voorzitter van het Huis van Afgevaardigden van 1977 tot 1987 en lid van de Democratische Partij.

## Levensloop
O'Neill studeerde van 1931 tot 1936 aan het Boston College. Na zijn studie ging hij aan het werk als verzekeringsagent.
Tegelijkertijd, van 1936 tot 1952, begon hij ook met zijn politieke loopbaan en werd hij gekozen in het Huis van Afgevaardigden van de staat Massachusetts. In de laatste drie jaar van deze termijn was hij voorzitter (speaker) van het Huis.
Hij vervolgde zijn carrière in de federale Amerikaanse politiek. Tussen 1953 en 1987 werd hij zestienmaal herkozen voor het Huis van Afgevaardigden. Als afgevaardigde voor Massachusetts volgde hij in 1953 John F. Kennedy op. In de periode van januari 1971 tot januari 1973 was hij majority whip waarmee hij de op een na belangrijkste positie bekleedde binnen de Democratische meerderheidsfractie. Van 1973 tot 1977 was hij fractievoorzitter (majority leader) voor de Democraten. Aansluitend werd hij voorzitter van het Huis van 4 januari 1977 tot aan het eind van zijn carrière op 3 januari 1987.

## Erkenning
1987: Four Freedoms Awards voor Freedom Medal
In het jaar van zijn aftreden kreeg O'Neill door het Franklin and Eleanor Roosevelt Institute de vrijheidsprijs toegekend. In 1991 werd hij onderscheiden met zowel een Presidential Medal of Freedom als een Congressional Gold Medal, twee van de hoogste burgerlijke onderscheidingen in de Verenigde Staten. Hetzelfde jaar ontving hij verder nog de Lasker Award for Public Service.